# 藤原朋子
藤原 朋子（ふじわら ともこ、1965年〈昭和40年〉3月23日 - ）は、日本の厚生・厚生労働官僚。

## 来歴
福岡県糟屋郡新宮町出身。福岡県立福岡高等学校を経て、1989年（平成元年）3月、東京大学法学部を卒業。困難や障害を抱える人々をサポートし、恵まれた環境で生きてこられたことに対して恩返しがしたいとの想いから厚生省に入省し、同年4月、厚生省大臣官房人事課に配属。
入省3年時に出産を経験。育児で大変な時期と係長や課長補佐などを任せられて忙しい時期が重なり、育児と仕事の両立に苦心し、実家の母に頼り切りの生活であった。そんな中でも無条件で受け入れてくれる子どもの存在があって乗り越えられたと語っており、入省10年目に単身で宮城県庁に赴任した際も週末は出来るだけ実家に帰省して子どもとの時間を確保したという。その後、医薬局食品保健部企画課課長補佐、雇用均等・児童家庭局総務課課長補佐、厚生労働省大臣官房会計課課長補佐、国家公務員共済組合連合会本部病院部部長、厚生労働省大臣官房総務課企画官、内閣府参事官、国立社会保障・人口問題研究所企画部長、保険局高齢者医療課長、社会・援護局総務課長、内閣官房内閣審議官、内閣府子ども・子育て本部審議官などを歴任。官僚として子ども・子育て支援法の創設や医療保険制度の改革などに携わり、子ども・子育て支援法の創設に際しては子育て世代への支援拡充のための新たな財政給付制度導入に向け、内閣府や文部科学省の担当者と共に審議会での検討、財政当局や地方団体との調整にあたった。この他、青森県内の難病対策や精神医療、BSE発生に伴う食品安全対策、2009年の介護報酬改定、共済病院の運営等を担った。
2021年（令和3年）9月1日、 内閣府子ども・子育て本部統括官に就任。
2022年（令和4年）6月28日、子ども家庭局長に就任。
2023年（令和5年）4月1日、こども家庭庁に出向し、同庁成育局長に就任。
2025年（令和7年）7月8日、こども家庭庁長官官房長に就任。

## 年譜
- 1989年（平成元年）
  - 3月 - 東京大学法学部卒業[3]
  - 4月 - 厚生省大臣官房人事課[3]
  - 5月 - 厚生省薬務局企画課[3]
- 1990年（平成2年）5月 - 厚生省薬務局経済課[3]
- 1992年（平成4年）7月 - 厚生省年金局企業年金国民年金基金課[3]
- 1994年（平成6年）7月 - 国土庁計画・調整局計画課[3]
- 1996年（平成8年）7月 - 厚生省社会・援護局援護課課長補佐[3]
- 1998年（平成10年）4月 - 宮城県保健福祉部健康対策課長[3]
- 2001年（平成13年）4月 - 厚生労働省医薬局食品保健部企画課課長補佐[3]
- 2002年（平成14年）8月 - 厚生労働省雇用均等・児童家庭局総務課課長補佐[3]
- 2003年（平成15年）8月 - 厚生労働省大臣官房会計課課長補佐[3]
- 2004年（平成16年）7月 - 国家公務員共済組合連合会本部病院部次長[3]
- 2007年（平成19年）4月 - 国家公務員共済組合連合会本部旧令病院部部長[3]
- 2008年（平成20年）
  - 3月 - 国家公務員共済組合連合会本部病院部部長[3]
  - 7月 - 厚生労働省大臣官房総務課企画官（併）老健局[3]
- 2010年（平成22年）7月 - 内閣府参事官（少子化対策担当）（政策統括官〈共生社会政策担当〉付）[3]
- 2012年（平成24年）
  - 9月 - 厚生労働省大臣官房付[3]
  - 9月 - 国立社会保障・人口問題研究所企画部長[3]
- 2014年（平成26年）7月 - 厚生労働省保険局高齢者医療課長[3]
- 2016年（平成28年）6月 - 厚生労働省社会・援護局総務課長[3]
- 2018年（平成30年）7月 - 内閣官房内閣審議官（内閣官房副長官補付）（併）厚生労働省子ども家庭局（命）児童虐待防止等総合対策室長[3]
- 2019年（令和元年）7月 - 内閣府子ども・子育て本部審議官[3]
- 2021年（令和3年）9月 - 内閣府子ども・子育て本部統括官[7]
- 2022年（令和4年）6月 - 厚生労働省子ども家庭局長[6]
- 2023年（令和5年）4月 - こども家庭庁成育局長[5]
- 2025年   (令和7年)   7月 - こども家庭庁長官官房長[4]